# 侯志慧
侯志慧（1997年3月18日—），湖南省郴州市桂阳县樟市镇梅塘村人，中国女子举重运动员。2024年夏季奧林匹克運動會女子49公斤級舉重比賽金牌得主。

## 生平
2021年7月，她随中国举重队参加2020东京奥运会。7月24日，在2020年夏季奧林匹克運動會女子49公斤級舉重比賽中，以抓举94公斤的成绩刷新奥运纪录，并以210公斤的总成绩获得了该小项金牌。
2021年9月16日，侯志慧在第十四届全国运动会女子49公斤级決賽上以总成绩214公斤、超世界纪录的成绩夺冠。2022年5月3日被授予中国青年五四奖章。2024年夏季奧林匹克運動會女子49公斤級舉重比賽金牌得主。